# Den ukendte kvinde
Den ukendte kvinde (originaltitel: La Sconosciuta) er en italiensk film fra 2006 af filminstruktør Giuseppe Tornatore.

## Handling
Irena, en smuk ukrainsk kvinde, er ankommet til Trieste, Italien hvor hun søger arbejde som rengøringsdame i et lejlighedskompleks. Men kvinden bærer på en forfærdelig hemmelighed som bliver afdækket i nogle dramatiske flashbacks: en mand kaldet «Muffa» har tvunget hende til tvangsprostitution og holdt hende som sexslave.

## Rolleliste
| Skuespiller          | Rolle                  |
| -------------------- | ---------------------- |
| Kseniya Rappoport    | «Irena»                |
| Michele Placido      | «Muffa»                |
| Claudia Gerini       | «Valeria Adacher»      |
| Margherita Buy       | «Avvocatessa di Irena» |
| Pierfrancesco Favino | «Donato Adacher»       |
| Piera Degli Esposti  | «Gina»                 |
| Clara Dossena        | «Tea Adacher»          |

## Kuriosum
- Kseniya Rappoport, der spillede hovedpersoner som «Irena», er en russisk teaterskuespillerinde. Hun talte ikke italiensk før hun begyndte at arbejde på filmen.
- For at virke mere aggressiv og hadefuld gik Michele Placido med til at lade sig barbere skaldet til sin rolle som «Muffa» i filmen.